# Adrian Hope
Pour les articles homonymes, voir Hope.
Adrian Hope, né le 3 mars 1821 à Hopetoun House (près d’Édimbourg) et mort le 15 avril 1858 à Rooya, est un officier britannique. 

## Biographie

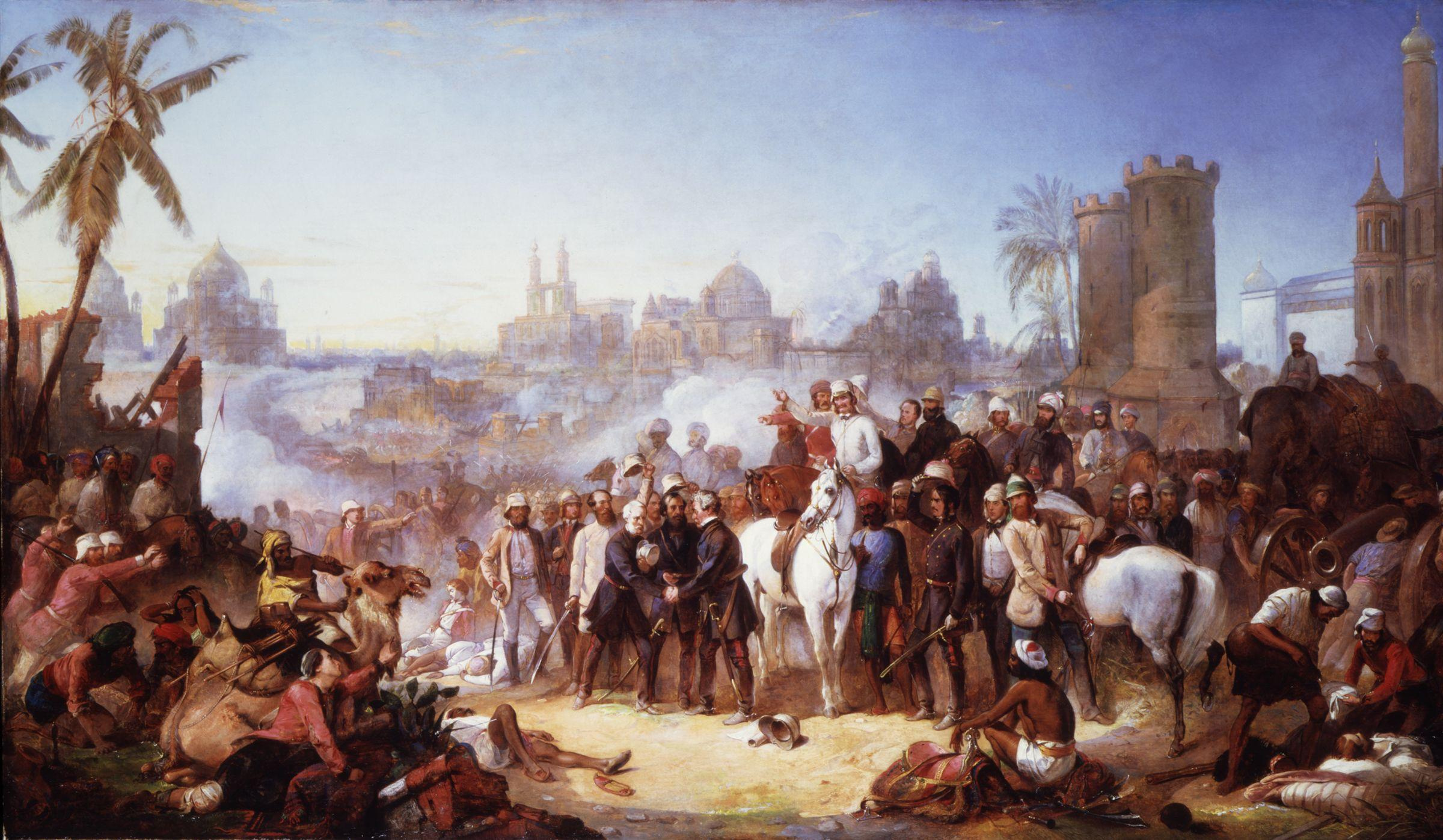
The Relief of Lucknow, 1857 par Thomas Jones Barker

Neuvième Fils du général John Hope, lord of Hopetoun (1765-1823), il est lieutenant-colonel puis brigadier lorsqu'il combat durant la révolte des Cipayes. Il y est tué pendant l'attaque du fort de Roodamow à Rooya. 
Jules Verne le mentionne dans son roman La Maison à vapeur (partie 1, chapitre III). 
Il figure sur la toile de Thomas Jones Barker The Relief of Lucknow, 1857 (1859).